# Heisei Tanuki Gassen Ponpoko
Heisei Tanuki Gassen Ponpoko (平成狸合戦ぽんぽこ, へいせいたぬきがっせんぽんぽこ) là một phim amine do hãng Ghibli thực hiện với sự đạo diễn của Takahata Isao. Phim là tác phẩm thứ 8 của Ghibli được đạo diễn bởi Takahata Isao và đã công chiếu vào ngày 16 tháng 7 năm 1994 tại các rạp. Phim mang phong cách của các loạt manga do Sugiura Shigeru thực hiện với hình ảnh các sinh vật được nhân cách hóa, người mà đạo diễn rất hâm mộ.
Phim nói về một gia tộc tanuki một dạng sinh vật truyền thuyết giống như lửng chó Nhật Bản nhưng đã thành tinh có thể biến hình để hòa đồng vào xung quanh nhưng rất vui vẻ, yêu thương và rất ngây thơ đối với các mối đe dọa từ bên ngoài sống trong một khu rừng nơi mà sự xuất hiện của con người và quá trình đô thị hóa nhanh chóng làm ảnh hưởng đến cuộc sống tự nhiên và thu hẹp khu rừng lại. Đối mặt với mối hiểm họa ấy các thành viên trong gia tộc tanuki đã cố gắng làm nhiều cách để xua đuổi con người con người đi bằng rất nhiều cách khác nhau từ hù dọa bằng phép thuật, phá hoại cho đến vũ lực để làm chậm quá trình đô thị hóa này và bảo vệ ngôi nhà của mình. Khi thấy quá trình này vẫn không bị chặn đứng một số cũng tìm cách hòa đồng với môi trường sống mới với thuật biến hình hay đi tìm vùng đất mới.
Tác phẩm đã giành vị trí đầu bảng xếp hạng các phim có lượng người xem cao nhất tại Nhật Bản năm 1994 cũng như nhận được các giải thưởng và được chọn cho việc gửi đi tham gia giải Oscar dành cho Phim nước ngoài xuất sắc nhất trong năm 1995.

## Phát hành
Phim đã công chiếu tại các rạp ở Nhật Bản vào ngày 16 tháng 7 năm 1994. Dù có khởi đầu khá tốt tại Nhật nhưng bộ phim lại rất ít được chú ý trong cộng đồng quốc tế khi đó, chỉ khi hai phim anime khác của Ghibli là Sen và Chihiro ở thế giới thần bí và Lâu đài bay của pháp sư của Howl gây được tiếng vang mạnh khi thành công trên toàn thế giới thì bộ phim này mới bắt đầu được chú ý tới và được dịch ra thành nhiều thứ tiếng.
Hãng Disney đã đăng ký bản quyền phiên bản tiếng Anh của phim để tiến hành phân phối trên thị trường quốc tế, Madman Entertainment đăng ký tại Úc, Optimum Releasing đăng ký tại Vương quốc Anh, Buena Vista Home Entertainment đăng ký tại Pháp, Zima Entertainment đăng ký tại Tây Ban Nha, Lucky Red đăng ký tại Ý, Universum-Films đăng ký tại Đức, Paradiso Home Entertainment đăng ký tại Hà Lan, Monolith Films đăng ký tại Ba Lan, Pan Vision đăng ký tại Thụy Điển và Deltamac đăng ký tại Đài Loan.

### Drama
Một chuyển thể drama của phim cũng đã được phát hành vào ngày 25 tháng 9 năm 1994. Trên thực tế thì phiên bản này giống như phiên bản chỉ có âm thanh của phim.

### Âm nhạc
Phim anime có bài hát chủ đề là bài hát kết thúc Itsudemo Dareka ga (いつでも誰かが) và bài hát cất lên trong phim có tên Asia no Kono Machi de (アジアのこの街で) cả hai đều do KORYU soạn lời và Shang Shang Typhoon trình bày, đĩa đơn chứa hai bài hát đã phát hành vào ngày 01 tháng 7 năm 1994. Album chứa các bài hát do các nhân vật trình bày đã phát hành vào ngày 25 tháng 6 năm 1994. Album chứa các bản nhạc dùng trong phim đã phát hành ngày 16 tháng 7 năm 1994.
| Heisei Tanuki Gassen Ponpoko Image Album (平成狸合戦ぽんぽこ イメージアルバム) | Heisei Tanuki Gassen Ponpoko Image Album (平成狸合戦ぽんぽこ イメージアルバム) | Heisei Tanuki Gassen Ponpoko Image Album (平成狸合戦ぽんぽこ イメージアルバム) |
| STT                                                                            | Nhan đề                                                                        | Thời lượng                                                                     |
| ------------------------------------------------------------------------------ | ------------------------------------------------------------------------------ | ------------------------------------------------------------------------------ |
| 1.                                                                             | "Harappa (ハラッパ)"                                                           | 1:53                                                                           |
| 2.                                                                             | "Asa no Hikari ni Tsutsumarete (朝の光につつまれて)"                           | 3:11                                                                           |
| 3.                                                                             | "Toroku I (土呂久I)"                                                           | 6:32                                                                           |
| 4.                                                                             | "Ashita wa Isshou ni Haikingu (明日はいっしょにハイキング)"                    | 4:34                                                                           |
| 5.                                                                             | "Perumuki (ペルム紀)"                                                          | 5:08                                                                           |
| 6.                                                                             | "Kaze Shijou ~Babuu~ Sannin Hayashi (風市場~バブー~三人囃子)"                  | 6:50                                                                           |
| 7.                                                                             | "Kaerimichi (帰り道)"                                                          | 2:41                                                                           |
| 8.                                                                             | "Rengesou (れんげ草)"                                                          | 3:07                                                                           |
| 9.                                                                             | "Matatabi Ganbo (股旅ガンボ)"                                                  | 3:52                                                                           |
| 10.                                                                            | "Yuugure (夕暮小路)"                                                           | 4:49                                                                           |
| 11.                                                                            | "Toroku II (土呂久II)"                                                         | 4:22                                                                           |
| 12.                                                                            | "Genkisetsu (元気節)"                                                          | 3:36                                                                           |
| Tổng thời lượng:                                                               | Tổng thời lượng:                                                               | 50:35                                                                          |

| Asia no Kono Machi de (アジアのこの街で) | Asia no Kono Machi de (アジアのこの街で)                                             | Asia no Kono Machi de (アジアのこの街で) |
| STT                                      | Nhan đề                                                                              | Thời lượng                               |
| ---------------------------------------- | ------------------------------------------------------------------------------------ | ---------------------------------------- |
| 1.                                       | "Asia no Kono Machi de (アジアのこの街で)"                                           | 5:25                                     |
| 2.                                       | "Itsudemo Dareka ga (New Version) (いつでも誰かが (ニュー・ヴァーション))"           | 5:39                                     |
| 3.                                       | "Asia no Kono Machi de (Original Karaoke) (アジアのこの街で (オリジナル・カラオケ))" | 5:24                                     |
| Tổng thời lượng:                         | Tổng thời lượng:                                                                     | 16:28                                    |

| Heisei Tanuki Gassen Ponpoko Soundtrack (平成狸合戦ぽんぽこ サウンドトラック) | Heisei Tanuki Gassen Ponpoko Soundtrack (平成狸合戦ぽんぽこ サウンドトラック)      | Heisei Tanuki Gassen Ponpoko Soundtrack (平成狸合戦ぽんぽこ サウンドトラック) |
| STT                                                                           | Nhan đề                                                                            | Thời lượng                                                                    |
| ----------------------------------------------------------------------------- | ---------------------------------------------------------------------------------- | ----------------------------------------------------------------------------- |
| 1.                                                                            | "Tanuki-san Asobojanai ka (たぬきさん遊ぼじゃないか)"                              | 0:21                                                                          |
| 2.                                                                            | "Main Title (メインタイトル)"                                                      | 0:09                                                                          |
| 3.                                                                            | "Tanuki no Kurashi (たぬきの暮らし)"                                               | 1:43                                                                          |
| 4.                                                                            | "Bakegaku Fukkou (化学復興)"                                                       | 1:05                                                                          |
| 5.                                                                            | "Ohayashi Sessesse (お囃子せっせっせっ)"                                           | 0:47                                                                          |
| 6.                                                                            | "Ohayashi Tooryanse (お囃子とおりゃんせ)"                                          | 1:17                                                                          |
| 7.                                                                            | "Fuuunkyuu no Mai (風雲急の舞)"                                                    | 0:48                                                                          |
| 8.                                                                            | "Tan Tan Tanuki (たんたんたぬき)"                                                  | 0:12                                                                          |
| 9.                                                                            | "Maneki Neko no Samba (招き猫のサンバ)"                                            | 0:52                                                                          |
| 10.                                                                           | "Futago no Hoshi "Hoshi Meguri no Uta" (双子の星『星めぐりの唄』)"                 | 1:10                                                                          |
| 11.                                                                           | "Fuyu Gomori (冬ごもり)"                                                           | 1:12                                                                          |
| 12.                                                                           | "Haru no Yorokobi (春のよろこび)"                                                  | 3:37                                                                          |
| 13.                                                                           | "Boukyou - Awa - Toukyou - Sado (望郷 阿波-東京-佐渡)"                             | 1:14                                                                          |
| 14.                                                                           | "Tanuki no Mambo (たぬきのマンボ)"                                                 | 1:23                                                                          |
| 15.                                                                           | "Happy Hanagasa (ハッピー花笠)"                                                    | 0:20                                                                          |
| 16.                                                                           | "Shutsujin (出陣)"                                                                 | 1:52                                                                          |
| 17.                                                                           | "Genmyou Fukashigi Ongaku (玄妙不可思議音楽)"                                      | 4:53                                                                          |
| 18.                                                                           | "Ponpoko Tanuki Hayashi (ぽんぽこ狸囃子)"                                          | 1:10                                                                          |
| 19.                                                                           | "Hayate Samisen (疾風三味線)"                                                      | 1:09                                                                          |
| 20.                                                                           | "Rengesou ~Gonta no Gyokusai~ (蓮華草～権太の玉砕～)"                              | 1:13                                                                          |
| 21.                                                                           | "Aika (哀歌)"                                                                      | 1:35                                                                          |
| 22.                                                                           | "Teiryuu - Mukashi o Ima ni Nasuyoshimo ga na (底流-昔を今になすよしもがな)"       | 3:19                                                                          |
| 23.                                                                           | "Tanuki wa Ima... (Epilogue) (たぬきはいま…(エピローグ))"                          | 3:35                                                                          |
| 24.                                                                           | "Heisei Tanuki Gassen Main Theme "Genkisetsu" (平成狸合戦 メエンテーマ「元気節」)" | 3:36                                                                          |
| 25.                                                                           | "End Theme "Itsudemo Dare ka ga" (エンド・テーマ 「いつでも誰かが」)"              | 5:36                                                                          |
| Tổng thời lượng:                                                              | Tổng thời lượng:                                                                   | 44:08                                                                         |

## Đón nhận
Bộ phim giành được nhiều giải thưởng từ điện ảnh Nhật Bản. Như giải cho phim hoạt hình hay nhất tại Liên hoan phim Mainichi và giải đặc biệt của lễ trao Giải thưởng Viện hàn lâm Nhật Bản năm 1995 và được chọn để tham dự giải Oscar dành cho Phim nước ngoài xuất sắc nhất trong năm 1995 dù không được đề cử. Phim cũng nhận được giải của Liên hoan phim hoạt hình quốc tế Annecy năm 1995.